# オスマン帝国の国歌
オスマン帝国は、13世紀後半の設立以来、賛歌を使用していたが、19世紀までは特定の帝室歌または国歌を使用していなかった。マフムト2世の治世中、軍隊および皇帝の楽団が西洋の路線に沿って再編成された際、ジュゼッペ・ドニゼッティ（ガエターノ・ドニゼッティの兄）はその指揮に招かれた。オスマン帝国ではドニゼッティ・パシャとして知られた彼は、最初の西洋風の帝室歌、Mahmudiye Marşı（マフムディエ・マルシュ）を作曲した。
当時の他の多くの君主制国家のように、オスマン帝国の国歌は、皇帝あるいは帝室の讃歌であった。したがって、特定の支配者に敬意を払い、皇位継承のたびに新しい国歌が作られた。しかし、1844年、タンジマート改革により、Mecidiye Marşı（メジディエ・マルシュ）はオスマン帝国初の公式の国歌として認められた。また、初の公式の国旗（現在のトルコ国旗と実質的に同一であった）も同年に採択された。

## 一覧

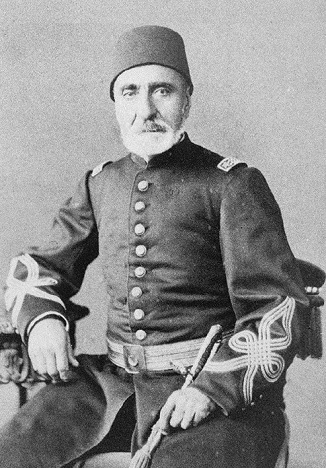
Hamidiye Marşı,March of Abdulhamidの作曲者Necip Ahmed Pasha

| # | 国歌                                | スルタン            | 使用年        | 作曲者                   |
| - | ----------------------------------- | ------------------- | ------------- | ------------------------ |
| 1 | Mahmudiye Marşı, March of Mahmud    | マフムト2世         | 1808年-1839年 | ジュゼッペ・ドニゼッティ |
| 2 | Mecidiye Marşı, March of Abdülmecid | アブデュルメジト1世 | 1839年-1861年 | ジュゼッペ・ドニゼッティ |
| 3 | Aziziye Marşı, March of Abdülaziz   | アブデュルアズィズ  | 1861年-1876年 | Callisto Guatelli        |
| 4 | Hamidiye Marşı, March of Abdulhamid | アブデュルハミト2世 | 1876年-1909年 | Necip Ahmed Pasha        |
| 5 | Reşadiye Marşı, March of Mehmed     | メフメト5世         | 1909年-1918年 | Italo Selvelli           |
| 6 | Mahmudiye Marşı, March of Mahmud    | メフメト6世         | 1918年-1921年 | ジュゼッペ・ドニゼッティ |